# Pole Position (série télévisée d'animation)
Pour les articles homonymes, voir Pole position (homonymie).
 (avril 2020).
Si vous disposez d'ouvrages ou d'articles de référence ou si vous connaissez des sites web de qualité traitant du thème abordé ici, merci de compléter l'article en donnant les références utiles à sa vérifiabilité et en les liant à la section « Notes et références ».
Pole Position est une série télévisée d'animation franco-américaine en treize épisodes de 24 minutes, créée par Jean Chalopin et diffusée entre le 15 septembre et le 8 décembre 1984 sur le réseau CBS.
En France, la série a été diffusée à partir du 27 mars 1985 sur TF1 dans l'émission Vitamine. Son nom provient du jeu vidéo Pole Position.

## Synopsis
Luc Darnais et sa sœur cadette Lise sont cascadeurs professionnels. Ils travaillent également pour une organisation secrète, appelée Pole Position, et dirigée par leur oncle Zacharie. Pour mener à bien leurs missions, ils utilisent deux voitures : une Ford Mustang rouge conduite par Lise et une voiture bleue futuriste pilotée par Luc.
Toutes deux sont équipées d'ordinateurs sophistiqués dotés de la parole : Turbo, dont le visage apparait en jaune, est présent dans la voiture de Luc, alors que "Zoom", au visage bleu, se trouve dans la voiture de Lise.
Ils sont suivis dans leurs péripéties par Isa, la benjamine de la famille, accompagnée de son animal de compagnie Kuma, un petit animal mi-chat mi-singe.

## Voix françaises
- José Lucioni : Luc Darnais
- Marie-Laure Beneston : Lise Darnais
- Barbara Tissier : Isa Darnais
- Patrick Préjean : Turbo
- Marc François : Zoom
- Georges Berthomieu : Oncle Zacharie
- Patrick Poivey : Greg Dumont
- Denis Boileau : Robin (épisode 2) et Vingo (épisode 11)
- Christian Pélissier et Vincent Violette : voix additionnelles

## Épisodes
1. Le Code (The Code)
2. Un chien précieux (The Canine Vanishes)
3. Un poulet qui en savait trop (The Chicken Who Knew Too Much)
4. Un satellite embarrassant (Strangers on the Ice)
5. La Course (The Race)
6. Quatre petits tableaux (The Thirty-Nine Stripes)
7. Le Mystère du 31C (The Thirty-One Cent Mystery)
8. Histoire de fantômes (Dial M for Magic)
9. Économies d'énergie (The Bear Affair)
10. La Reine de Nicousode (To Clutch a Thief)
11. Le Secret (The Secret)
12. Double identité (Shadow of a Trout)
13. Le Raz-de-marée (The Trouble with Kuma)